# Harmoste
Les harmostes (harmotês ou encore harmostêr, en grec, littéralement « conciliateur ») étaient des magistrats spartiates chargés de gouverner les garnisons établies de façon durable par leur cité à travers la Grèce. Il semblerait que l'emploi du mot « harmoste » soit cependant plus ancien et ait d'abord désigné des magistrats peut-être envoyés dans les cités périèques pour assurer la soumission de celles-ci à Sparte.

## Histoire
La première mention d´harmostes au sens nouveau du terme, remonte à -421, à l'occasion de l'installation d'une garnison dans les cités d'Amphipolis et de Torone (en Thrace), soumises par Brasidas. Jusqu'alors, il n'avait pas été établi de garnisons permanentes.
Sparte saisit aussi l'occasion de la déroute athénienne en Sicile (de -415 à -413), pour accélérer l'installation d'harmostes, mais l'accroissement du nombre des garnisons devint surtout sensible après la victoire spartiate contre Athènes à Aigos Potamos (en -405). Partout où Sparte imposa son autorité, Lysandre fut chargé par les éphores d'installer des harmostes en même temps que des oligarchies dirigées par des collèges de dix magistrats issus des hétairies locales.
Les harmostes étaient soumis aux éphores et avaient eux-mêmes pour mission de surveiller l'action des généraux, ainsi que d'apporter leur soutien aux oligarchies. Athènes fut l'objet d'une attention particulière de la part des harmostes, dont les garnisons encadraient son territoire en plus d'en occuper le centre: l'harmoste Kallibios était en effet installé sur l´Acropole et soutenait les Trente.
Intervenant à tout propos, et souvent avec brutalité ou du moins avec maladresse, les harmostes ont laissé un mauvais souvenir aux cités occupées et contribué à démolir l'image de Sparte en même temps qu'à restaurer celles d'Athènes partout en Grèce. C'est pourquoi, lorsque les éphores commencèrent à s'inquiéter des effets nocifs de leur politique, ils congédièrent plusieurs harmostes après avoir supprimé entre -399 et -396, les collèges oligarchiques qui gouvernaient les cités d´Asie Mineure sous leur contrôle.
Pourtant, Agésilas II semble avoir rétabli les harmostes pratiquement aussitôt, à l'occasion de sa campagne en Asie Mineure (de -396 à -395). C'est en profitant du rappel d'Agésilas à Sparte en -394, qu'Athènes délogea les harmostes de l'espace égéen.
Un premier règlement fut tenté à l'occasion de la paix d'Antalcidas, mais si Sparte sembla obtempérer (nouveau rappel des harmostes d'Asie mineure), elle persista à installer des garnisons (en -383, sur la Cadmée, après la prise de Thèbes). Dans les faits, malgré un nouvel accord passé avec Athènes en -374, Sparte ne retira tous ses harmostes qu'après sa défaite de Leuctres face à Thèbes en -371.